# Antônio Torres Galvão
Antônio Torres Galvão (Goianinha, 13 de junho de 1905 — Recife, 1954) foi um político brasileiro, havendo interinamente governado o estado de Pernambuco, de 24 de agosto a 12 de dezembro de 1952.

## Biografia
Partiu ainda muito jovem para a cidade de Paulista, em Pernambuco, a fim de trabalhar nas fábricas ali instaladas. 
Autodidata, na cidade confrontou a poderosa família Lundgren, proprietária das Casas Pernambucanas e principal força do lugar, fundando e presidindo o Sindicato dos Trabalhadores em Fiação e Tecelagem de Paulista.
As suas qualidades pessoais, na oratória e nas relações interpessoais, e capacidade intelectual, levaram-no às funções de pastor da Assembleia de Deus e juiz vogal do Tribunal Regional do Trabalho de Pernambuco.
Autor de uma obra intitulada: Direito e deveres dos trabalhadores (1949), ressaltou na apresentação a "oportunidade de entrar em contato com a legislação social trabalhista instituída no Brasil após a Revolução de 1930, que, inegavelmente, abriu novas perspectivas às massas trabalhadoras até então relegadas ao esquecimento pelos nossos homens de governo."
Posteriormente foi escolhido pelo Partido Social Democrático (PSD) como candidato a deputado estadual, em virtude da liderança exercida na classe operária, obteve a vitória nas duas eleições que disputou, ocupando uma cadeira na Assembleia Legislativa de Pernambuco nos períodos de 1947/1951 e 1951/1955. No primeiro mandato participou da Assembleia Constituinte e integrou a Mesa Constituinte e, posteriormente a Mesa Diretora, na condição de 2º vice-presidente, até quando, no 2º mandato, foi eleito presidente da Assembleia em 1952, após ter sido o deputado mais votado no estado; no plano religioso os evangélicos então consideraram sua eleição uma resposta divina às perseguições que sofriam no estado.
A morte do governador Agamenon Magalhães, em 24 de agosto de 1952, alçou-o à chefia do Poder Executivo, onde permaneceu até a eleição do novo governador.
No seu discurso de posse, referindo-se ao governador falecido, afirmou: "Governador Agamenon Magalhães: tombaste como o carvalho partido por fulminante raio no meio da floresta. Caíste como a águia nas montanhas rochosas, em pleno voo ascensional, quando a pátria te acenava para os mais altos remígios. Mas a tua queda elevou mais alto o teu nome nas lides do Brasil e a tua memória ficará indelével no coração da pátria estremecida."
O coroamento da representação popular ocorreu com o projeto, convertido em lei, de desapropriação de cinquenta hectares nas terras da Companhia de Tecidos Paulista, que se transformou na primeira área realmente livre da cidade, posteriormente denominada de Vila Torres Galvão. 
É considerado o primeiro e único operário a governar o estado de Pernambuco. Faleceu de infarto, pouco antes de concluir seu segundo mandato legislativo.